# Ilse Schrittesser
Ilse Schrittesser (* 28. Jänner 1956 in Wien, Hietzing) ist Professorin für Schulforschung und Lehrerbildung und leitet das Studienprogramm Lehrer*innenbildung an der Universität Wien.

## Werdegang
Nach einem Lehramtsstudium der Anglistik und Romanistik an der Universität Wien und einer jahrelangen Lehrtätigkeit an einem Gymnasium promovierte Ilse Schrittesser 1992 zu einem bildungswissenschaftlichen Thema. Ein Forschungsstipendium des österreichischen Wissenschaftsministeriums führte Schrittesser für ein Jahr nach Kanada an die Universität Ottawa.
2004 habilitierte sich Schrittesser mit dem Titel „Bildung: Organisierter Widerspruch. Zu den Möglichkeiten und Grenzen der Organisationsentwicklung im Bildungssystem“.
Von 2004 bis 2010 war Ilse Schrittesser außerordentliche Universitätsprofessorin am Institut für Bildungswissenschaft der Universität Wien, das sie von 2007 bis 2010 als Institutsvorständin leitete.
2010 folgte sie dem Ruf an die Universität Innsbruck als Universitätsprofessorin für Lehr- und Lernforschung. Bis 2014 war sie dort Vorständin des Instituts für Lehrerinnenbildung und Schulforschung und Leiterin des Zentrums für Lernforschung der School of Education an der Universität Innsbruck.
Seit 2014 ist Ilse Schrittesser Professorin für Schulforschung und Lehrerinnenbildung am Zentrum für Lehrer*innenbildung und an der Fakultät für Philosophie und Bildungswissenschaft.

## Arbeits- und Forschungsschwerpunkte
- Schul- & Unterrichtsforschung mit besonderer Berücksichtigung der Lehr- und Lernforschung
- Professionalisierungsforschung und
- Forschung zur Lehrerinnenbildung

## Forschungsprojekte (Auswahl)
- 2018–2021 Engage Students[5] – Promoting social responsibility of students by embedding service learning within HEIs curricula Grant Agreement No.: 2018-1-RO01-KA203-04930
- 2018–2021 European Step[6]: Student Engagement Project. STEP KA2 Project. Animafac (a national student associations network) and its partners (the European University Foundation and the Universities of Vienna (Austria), Warsaw (Poland), Valladolid (Spain) and Cergy-Pontoise (France)).
- 2017–2019 Lehramtskompass[7]. Folgeprojekt von PPSA. Entwicklung eines Online-Service-Tool für Lehramtsstudierende. Finanziert aus den Hochschulraumstrukturmitteln des Bundesministerium für Bildung, Wissenschaft und Forschung.
- 2014–2017 Begabungsförderung als Kinderrecht im Kontext von kultureller, ethnischer, sprachlicher und sozialer Diversität.[8] [Talents Promotion in the Context of Cultural, Ethnic, Linguistic and Social Diversity as a Fundamental Part of Children’s Rights] Bundesministerium für Bildung. Wien.

## Publikationen (Auswahl)
- I. Schrittesser: Begabungsförderung als Kinderrecht im Kontext von Diversität. Bad Heilbrunn 2019, ISBN 978-3-7815-2284-8. (klinkhardt.de)
- I. Schrittesser, I. Malmberg, R. Mateus-Berr, M. Steger (Hrsg.): Zauberformel Praxis? Zu den Möglichkeiten und Grenzen von Praxiserfahrungen in der LehrerInnenbildung. New Academic Press, Wien 2014, ISBN 978-3-7003-1906-1.
- I. Schrittesser (Hrsg.): University goes Bologna: Trends in der Hochschullehre. Entwicklungen, Herausforderungen, Erfahrungen. facultas, Wien 2009, ISBN 978-3-7089-0409-2. facultas.at
- I. Schrittesser, E. Berger, I. M. Breinbauer, B. Schober: Kinderrechte: Sozialisation in Familie, Kindergarten und Schule. Bundesministerium für Familie und Jugend. Wien 2015–2021. (kinderrechte.gv.at)

## Rezente Beiträge in Zeitschriften und Sammelbänden
- K. Resch, I. Schrittesser: Using the Service-Learning approach to bridge the gap between theory and practice in teacher education. In: International Journal of Inclusive Education. Band 25, Nr. 3, 2021. Published online 08 Feb. 2021. doi:10.1080/13603116.2021.1882053
- I. Schrittesser: Mentor*innen als Partner der Universität in ihren Ausbildungsbemühungen. In: E. Christof, J. Köhler (Hrsg.): Schulheft. Nr. 180, 2020, S. 11–17.
- I. Schrittesser: Qualifikationswege Dozierender in der Lehrerinnen- und Lehrerbildung. In: C. Cramer, J. König, S. Blömeke (Hrsg.): Handbuch Lehrerinnen- und Lehrerbildung. Verlag Julius Klinkhardt, Bad Heilbrunn 2020, S. 843–850. (klinkhardt.de)
- Angelika Paseka, Ilse Schrittesser: Forschungsmethoden in der Lehrer*innenbildung. In: Journal für LehrerInnenbildung. Band 19, Nr. 4. (pedocs.de)

## Herausgeberschaften
- Mitherausgeberin des Journals für LehrerInnenbildung[9] [Journal of Teacher Education for Austria, Germany and Switzerland], Facultas: Wien.

- Mitherausgeberin der Fachzeitschrift SchulVerwaltung aktuell Österreich[10]. [Journal of Schoolmanagement], Carl Link Verlag

- Redaktionsmitglied des Fachjournals Challenging Organisations and Society. reflective hybrids®[11]. Verlagshaus Hernals, Wien (Peer Reviewed)